# Nawysen
Nawysen (bułg. Навъсен) – wieś w południowej Bułgarii, w obwodzie Chaskowo, w gminie Simeonowgrad.